# Пространство-време
Пространство-време е физически и математически модел, който комбинира пространството и времето в единен пространствено-времеви континуум.
В съответствие с теорията на относителността Вселената има 3 пространствени и едно времево измерение.
Понятието пространство-време е допустимо и в класическата механика, но в нея обединението е изкуствено, защото времето се разглежда като постоянно и универсално и независимо от движението на наблюдателя. В теорията на относителността времето е неотделимо и равнозначно на останалите три координати и зависи от движението на наблюдателя.
Броят на измеренията, които са необходими, за да се опише Вселената, все още не е ясен. М-теорията предлага 11. Все още те не могат да бъдат доказани експериментално.
Първият модел на естественото обединение на пространство и време е в пространството на Минковски през 1908 година на основата на специалната теория на относителността.